# Artiom Iartchouk
Artiom Nikolaïevitch Iartchouk - en russe : Артём Николаевич Ярчук - (né le 3 mai 1990 à Iaroslavl en République socialiste fédérative soviétique de Russie – mort le 7 septembre 2011 à Iaroslavl en Russie) est un joueur professionnel russe de hockey sur glace.

## Biographie

### Carrière en club
Ce joueur évoluant au poste d'ailier gauche a commencé sa carrière en 2005 dans le championnat de Russie de troisième division en jouant pour la réserve du Lokomotiv Iaroslavl. Lors de la saison 2008-2009, il fait l'objet d'un prêt au Kapitan Stoupino, club de VHL (deuxième division russe). Il est ensuite prêté successivement aux clubs de VHL du HK Rys et du Ioujny Oural Orsk lors de la saison 2009-2010. Il retourne ensuite au Lokomotiv Iaroslavl, jouant cette fois-ci en Ligue continentale de hockey (KHL) avec l'équipe première.
Iartchouk fait partie de la liste des personnes tuées à la suite de l'accident de l'avion transportant son équipe du Lokomotiv Iaroslavl au départ de Iaroslavl et à destination de Minsk en Biélorussie. L'avion de ligne de type Yakovlev Yak-42 s'écrase peu après son décollage de l'aéroport Tounochna de Iaroslavl, faisant 44 morts parmi les 45 occupants,. Il est enterré au cimetière Saint-Léonce de Iaroslavl.

### Carrière internationale
En équipe nationale, il a participé avec l'équipe de Russie des moins de 18 ans au Championnat du monde des moins de 18 ans de 2008, remportant la médaille d'argent.

## Statistiques

### En club
| Saison    | Équipe                | Ligue         |    | Saison régulière | Saison régulière | Saison régulière | Saison régulière | Saison régulière |   | Séries éliminatoires | Séries éliminatoires | Séries éliminatoires | Séries éliminatoires | Séries éliminatoires |
| Saison    | Équipe                | Ligue         | PJ | B                | A                | Pts              | Pun              | PJ               | B | A                    | Pts                  | Pun                  |                      |                      |
| 2005-2006 | Lokomotiv Iaroslavl 2 | Pervaïa liga  | 1  | 0                | 0                | 0                | 0                | -                | - | -                    | -                    | -                    |                      |                      |
| 2006-2007 | Lokomotiv Iaroslavl 2 | Pervaïa liga  | 26 | 5                | 4                | 9                | 16               | -                | - | -                    | -                    | -                    |                      |                      |
| 2007-2008 | Lokomotiv Iaroslavl 2 | Pervaïa liga  |    |                  |                  |                  |                  | -                | - | -                    | -                    | -                    |                      |                      |
| 2008-2009 | Lokomotiv Iaroslavl 2 | Pervaïa liga  |    |                  |                  |                  |                  |                  |   |                      |                      |                      |                      |                      |
| 2008-2009 | Kapitan Stoupino      | Vyschaïa liga | 20 | 3                | 2                | 5                | 10               | -                | - | -                    | -                    | -                    |                      |                      |
| 2009-2010 | HK Rys                | Vyschaïa liga | 50 | 11               | 13               | 24               | 66               | -                | - | -                    | -                    | -                    |                      |                      |
| 2009-2010 | Ioujny Oural Orsk     | Vyschaïa liga | 4  | 0                | 1                | 1                | 2                | 4                | 0 | 0                    | 0                    | 0                    |                      |                      |
| 2010-2011 | Lokomotiv Iaroslavl   | KHL           | 17 | 0                | 0                | 0                | 4                | -                | - | -                    | -                    | -                    |                      |                      |
| 2010-2011 | Loko                  | MHL           | 20 | 13               | 3                | 16               | 38               | 3                | 0 | 0                    | 0                    | 2                    |                      |                      |
| 2011-2012 | Lokomotiv Iaroslavl   | KHL           | -  | -                | -                | -                | -                | -                | - | -                    | -                    | -                    |                      |                      |

### En équipe nationale
| Année | Compétition                          |   | PJ | B | A | Pts | Pun | +/-               |  | Résultat |
| 2011  | Championnat du monde moins de 18 ans | 6 | 2  | 0 | 2 | 6   | +2  | Médaille d'argent |  |          |